# Licht
Licht è il settimo album in studio del gruppo death/folk metal Die Apokalyptischen Reiter.

## Tracce
1. Es Wird Schlimmer – 4:07
2. Auf die Liebe – 3:09
3. Wir Sind das Licht – 3:03
4. Nach der Ebbe – 3:33
5. Adrenalin – 3:42
6. Der Elende – 5:32
7. Heut' ist der Tag – 2:46
8. Wir Hoffen – 3:54
9. Der Weg – 3:30
10. Ein Lichtlein – 4:25
11. Auferstehen Soll in Herrlichkeit – 4:36

## Formazione
- Fuchs - voce
- Lady CAT-MAN - chitarra elettrica
- Volk-Man - basso elettrico
- Sir G - batteria
- Dr. Pest - tastiere